# Solanum grayi
Solanum grayi är en potatisväxtart som beskrevs av Joseph Nelson Rose. Solanum grayi ingår i släktet skattor som ingår i familjen potatisväxter.

## Underarter
Arten delas in i följande underarter:
- S. g. grandiflorum
- S. g. grayi